# Equació de Schrödinger-Newton
L'equació de Schrödinger-Newton, de vegades anomenada equació de Newton-Schrödinger o equació de Schrödinger-Poisson, és una modificació no lineal de l'equació de Schrödinger amb un potencial gravitatori newtonià, on el potencial gravitatori emergeix del tractament de la funció d'ona com una densitat de massa, incloent-hi un terme que representa la interacció d'una partícula amb el seu propi camp gravitatori. La inclusió d'un terme d'autointeracció representa una alteració fonamental de la mecànica quàntica. Es pot escriure com una única equació integrodiferencial o com un sistema acoblat d'una equació de Schrödinger i una de Poisson. En aquest darrer cas també s'esmenta en plural.
L'equació de Schrödinger-Newton va ser considerada per primera vegada per Ruffini i Bonazzola en relació amb estrelles de bosons autogravitatòries. En aquest context de la relativitat general clàssica, apareix com el límit no relativista de l'equació de Klein-Gordon o de l'equació de Dirac en un espai-temps corbat juntament amb les equacions de camp d'Einstein. L'equació també descriu la matèria fosca borrosa i s'aproxima a la matèria fosca freda clàssica descrita per l'equació de Vlasov-Poisson en el límit que la massa de la partícula és gran.
Més tard va ser proposat com a model per explicar el col·lapse de la funció d'ona quàntica per Lajos Diósi  i Roger Penrose, de qui prové el nom "equació de Schrödinger-Newton". En aquest context, la matèria té propietats quàntiques, mentre que la gravetat roman clàssica fins i tot al nivell fonamental. Per tant, també es va suggerir l'equació de Schrödinger-Newton com una manera de comprovar la necessitat de la gravetat quàntica.
En un tercer context, l'equació de Schrödinger-Newton apareix com una aproximació de Hartree per a la interacció gravitatòria mútua en un sistema d'un gran nombre de partícules. En aquest context, Philippe Choquard va suggerir una equació corresponent per a la interacció electromagnètica de Coulomb al Simposi de Sistemes de Coulomb de 1976 a Lausana per descriure plasmes d'un component. Elliott H. Lieb va proporcionar la prova de l'existència i la unicitat d'un estat fonamental estacionari i es va referir a l'equació com l'equació de Choquard.

## Visió general
Com a sistema acoblat, les equacions de Schrödinger-Newton són l'equació de Schrödinger habitual amb un potencial gravitatori d'autointeracció {\displaystyle i\hbar \ {\frac {\partial \Psi }{\ \partial t\ }}=-{\frac {\ \hbar ^{2}}{\ 2\ m\ }}\ \nabla ^{2}\Psi \;+\;V\ \Psi \;+\;m\ \Phi \ \Psi \ ,} on  V  és un potencial ordinari i el potencial gravitatori {\displaystyle \ \Phi \ ,} representant la interacció de la partícula amb el seu propi camp gravitatori, satisfà l'equació de Poisson {\displaystyle \ \nabla ^{2}\Phi =4\pi \ G\ m\ |\Psi |^{2}~.} A causa de l'acoblament invers de la funció d'ona al potencial, és un sistema no lineal.
Matemàticament, l'equació de Schrödinger-Newton és un cas especial de l'equació de Hartree per a n = 2 . L'equació conserva la majoria de les propietats de l'equació lineal de Schrödinger. En particular, és invariant sota canvis de fase constants, cosa que porta a la conservació de la probabilitat i presenta una invariància completa de Galilei. A més d'aquestes simetries, una transformació simultània {\displaystyle m\to \mu \ m\ ,\qquad t\to \mu ^{-5}t\ ,\qquad \mathbf {x} \to \mu ^{-3}\mathbf {x} \ ,\qquad \psi (t,\mathbf {x} )\to \mu ^{9/2}\psi (\mu ^{5}t,\mu ^{3}\mathbf {x} )} associa les solucions de l'equació de Schrödinger-Newton a les solucions. L'equació estacionària, que es pot obtenir de la manera habitual mitjançant una separació de variables, posseeix una família infinita de solucions normalitzables de les quals només l'estat fonamental estacionari és estable.

### Relació amb la gravetat semiclàssica i quàntica
L'equació de Schrödinger-Newton es pot derivar sota la suposició que la gravetat continua sent clàssica, fins i tot al nivell fonamental, i que la manera correcta d'acoblar la matèria quàntica a la gravetat és mitjançant les equacions semiclàssiques d'Einstein. En aquest cas, s'afegeix un terme de potencial gravitatori newtonià a l'equació de Schrödinger, on la font d'aquest potencial gravitatori és el valor esperat de l'operador de densitat de massa o del corrent de flux de massa. En aquest sentit, si la gravetat és fonamentalment clàssica, l'equació de Schrödinger-Newton és una equació fonamental d'una sola partícula, que es pot generalitzar al cas de moltes partícules (vegeu més avall).
Si, en canvi, el camp gravitatori està quantitzat, l'equació fonamental de Schrödinger roman lineal. L'equació de Schrödinger-Newton només és vàlida com a aproximació per a la interacció gravitatòria en sistemes d'un gran nombre de partícules i no té cap efecte sobre el centre de massa.

## Equació de molts cossos i moviment del centre de massa
Si l'equació de Schrödinger-Newton es considera com una equació fonamental, hi ha una equació de N cossos corresponent que ja va ser donada per Diósi i que es pot derivar de la gravetat semiclàssica de la mateixa manera que l'equació d'una partícula: {\displaystyle {\begin{aligned}i\hbar {\frac {\partial }{\partial t}}\Psi (t,\mathbf {x} _{1},\dots ,\mathbf {x} _{N})={\bigg (}&-\sum _{j=1}^{N}{\frac {\hbar ^{2}}{2m_{j}}}\nabla _{j}^{2}+\sum _{j\neq k}V_{jk}{\big (}|\mathbf {x} _{j}-\mathbf {x} _{k}|{\big )}\\&-G\sum _{j,k=1}^{N}m_{j}m_{k}\int \mathrm {d} ^{3}\mathbf {y} _{1}\cdots \mathrm {d} ^{3}\mathbf {y} _{N}\,{\frac {|\Psi (t,\mathbf {y} _{1},\dots ,\mathbf {y} _{N})|^{2}}{|\mathbf {x} _{j}-\mathbf {y} _{k}|}}{\bigg )}\Psi (t,\mathbf {x} _{1},\dots ,\mathbf {x} _{N}).\end{aligned}}} El potencial {\displaystyle V_{jk}} conté totes les interaccions lineals mútues, p. ex. les interaccions electrodinàmiques de Coulomb, mentre que el terme de potencial gravitatori es basa en la suposició que totes les partícules perceben el mateix potencial gravitatori generat per totes les distribucions marginals per a totes les partícules juntes.
En una aproximació de tipus Born-Oppenheimer, aquesta equació de N partícules es pot separar en dues equacions, una que descriu el moviment relatiu i l'altra que proporciona la dinàmica de la funció d'ona del centre de massa. Pel que fa al moviment relatiu, la interacció gravitatòria no hi juga cap paper, ja que normalment és feble en comparació amb les altres interaccions representades per {\displaystyle V_{jk}}. Però té una influència significativa en el moviment del centre de massa. Mentre {\displaystyle V_{jk}} només depèn de coordenades relatives i, per tant, no contribueix en absolut a la dinàmica del centre de massa, la interacció no lineal de Schrödinger-Newton sí que hi contribueix. En l'aproximació esmentada anteriorment, la funció d'ona del centre de massa satisfà la següent equació de Schrödinger no lineal: {\displaystyle i\hbar {\frac {\partial \psi _{c}(t,\mathbf {R} )}{\partial t}}=\left({\frac {\hbar ^{2}}{2M}}\nabla ^{2}-G\int \mathrm {d} ^{3}\mathbf {R'} \,\int \mathrm {d} ^{3}\mathbf {y} \,\int \mathrm {d} ^{3}\mathbf {z} \,{\frac {|\psi _{c}(t,\mathbf {R'} )|^{2}\,\rho _{c}(\mathbf {y} )\rho _{c}(\mathbf {z} )}{\left|\mathbf {R} -\mathbf {R'} -\mathbf {y} +\mathbf {z} \right|}}\right)\psi _{c}(t,\mathbf {R} ),} on M és la massa total, R és la coordenada relativa, {\displaystyle \psi _{c}} la funció d'ona del centre de massa, i {\displaystyle \rho _{c}} és la densitat de massa del sistema de molts cossos (per exemple, una molècula o una roca) en relació amb el seu centre de massa.
En el cas límit d'una funció d'ona ampla, és a dir, on l'amplada de la distribució del centre de massa és gran en comparació amb la mida de l'objecte considerat, el moviment del centre de massa s'aproxima bé mitjançant l'equació de Schrödinger-Newton per a una sola partícula. El cas oposat d'una funció d'ona estreta es pot aproximar mitjançant un potencial d'oscil·lador harmònic, on la dinàmica de Schrödinger-Newton condueix a una rotació a l'espai de fase.
En el context on l'equació de Schrödinger-Newton apareix com una aproximació de Hartree, la situació és diferent. En aquest cas, la funció d'ona completa de N partícules es considera un estat producte de N funcions d'ona d'una sola partícula, on cadascun d'aquests factors obeeix l'equació de Schrödinger-Newton. La dinàmica del centre de massa, però, roman estrictament lineal en aquesta imatge. Això és cert en general: les equacions no lineals de Hartree mai no tenen cap influència sobre el centre de massa.

## Importància dels efectes
Una estimació aproximada d'ordre de magnitud del règim on els efectes de l'equació de Schrödinger-Newton esdevenen rellevants es pot obtenir mitjançant un raonament força senzill. Per a una gaussiana esfèricament simètrica, {\displaystyle \Psi (t=0,r)=(\pi \sigma ^{2})^{-3/4}\exp \left(-{\frac {r^{2}}{2\sigma ^{2}}}\right),} l'equació de Schrödinger lineal lliure té la solució {\displaystyle \Psi (t,r)=(\pi \sigma ^{2})^{-3/4}\left(1+{\frac {i\hbar t}{m\sigma ^{2}}}\right)^{-3/2}\exp \left(-{\frac {r^{2}}{2\sigma ^{2}\left(1+{\frac {i\hbar t}{m\sigma ^{2}}}\right)}}\right).} El pic de la densitat de probabilitat radial {\displaystyle 4\pi r^{2}|\Psi |^{2}} es pot trobar a {\displaystyle r_{p}=\sigma {\sqrt {1+{\frac {\hbar ^{2}t^{2}}{m^{2}\sigma ^{4}}}}}.} Ara configurem l'acceleració {\displaystyle {\ddot {r}}_{p}={\frac {\hbar ^{2}}{m^{2}r_{p}^{3}}}} d'aquesta probabilitat màxima igual a l'acceleració deguda a la gravetat newtoniana: {\displaystyle {\ddot {r}}=-{\frac {Gm}{r^{2}}},} utilitzant això {\displaystyle r_{p}=\sigma } a l'hora {\displaystyle t=0}. Això dóna la relació {\displaystyle m^{3}\sigma ={\frac {\hbar ^{2}}{G}}\approx 1.7\times 10^{-58}~{\text{m}}\,{\text{kg}}^{3},} la qual cosa ens permet determinar una amplada crítica per a un valor de massa donat i viceversa. També reconeixem la llei d'escala esmentada anteriorment. Les simulacions numèriques mostren que aquesta equació dóna una estimació força bona del règim de massa per sobre del qual els efectes de l'equació de Schrödinger-Newton esdevenen significatius.
Per a un àtom, l'amplada crítica és d'uns 1022 metres, mentre que ja ha baixat fins a 10−31 metres per a una massa d'un microgram. S'espera que el règim on la massa és al voltant de 1010 unitats de massa atòmica mentre que l'amplada és de l'ordre de micròmetres permeti una prova experimental de l'equació de Schrödinger-Newton en el futur. Un possible candidat són els experiments d'interferometria amb molècules pesades, que actualment arriben a masses de fins a 10.000 unitats de massa atòmica.

## Col·lapse de la funció d'ona quàntica
La idea que la gravetat causa (o d'alguna manera influeix) el col·lapse de la funció d'ona data de la dècada del 1960 i va ser proposada originalment per Károlyházy. L'equació de Schrödinger-Newton va ser proposada en aquest context per Diósi. Allà, l'equació proporciona una estimació de la "línia de demarcació" entre objectes microscòpics (quàntics) i macroscòpics (clàssics). L'estat fonamental estacionari té una amplada de
{\displaystyle a_{0}\approx {\frac {\hbar ^{2}}{Gm^{3}}}.}
Per a una esfera homogènia ben localitzada, és a dir, una esfera amb una funció d'ona del centre de massa estreta en comparació amb el radi de l'esfera, Diósi troba com a estimació de l'amplada de la funció d'ona del centre de massa de l'estat fonamental
{\displaystyle a_{0}^{(R)}\approx a_{0}^{1/4}R^{3/4}.}Suposant una densitat habitual al voltant de 1000 kg/ m³, es pot calcular un radi crític per al qual {\displaystyle a_{0}^{(R)}\approx R}. Aquest radi crític és al voltant d'una dècima de micròmetre.
Roger Penrose va proposar que l'equació de Schrödinger-Newton descriu matemàticament els estats bàsics implicats en un esquema de col·lapse de funció d'ona induït gravitacionalment. Penrose suggereix que una superposició de dos o més estats quàntics amb una quantitat significativa de desplaçament de massa hauria de ser inestable i reduir-se a un dels estats en un temps finit. Ell planteja la hipòtesi que existeix un conjunt d'estats "preferits" que no podrien col·lapsar més, concretament, els estats estacionaris de l'equació de Schrödinger-Newton. Per tant, un sistema macroscòpic mai pot estar en una superposició espacial, ja que l'autointeracció gravitatòria no lineal condueix immediatament a un col·lapse a un estat estacionari de l'equació de Schrödinger-Newton. Segons la idea de Penrose, quan es mesura una partícula quàntica, hi ha una interacció entre aquest col·lapse no lineal i la descoherència ambiental. La interacció gravitatòria condueix a la reducció de l'entorn a un estat diferent, i la descoherència condueix a la localització de la partícula, per exemple, com un punt en una pantalla.

### Problemes i assumptes oberts
Aquesta interpretació de l'equació de Schrödinger-Newton com a causa del col·lapse de la funció d'ona presenta tres problemes importants:
1. Probabilitat residual excessiva lluny del punt de col·lapse
2. Manca de cap raó aparent per al govern dels Born
3. Promoció de la funció d'ona, prèviament estrictament hipotètica, a una quantitat observable (real).

En primer lloc, els estudis numèrics coincideixen en trobar que quan un paquet d'ones "col·lapsa" fins a una solució estacionària, una petita part sembla fugir cap a l'infinit. Això significaria que fins i tot un sistema quàntic completament col·lapsat encara es pot trobar en una ubicació distant. Com que les solucions de l'equació lineal de Schrödinger tendeixen cap a l'infinit encara més ràpidament, això només indica que l'equació de Schrödinger-Newton per si sola no és suficient per explicar el col·lapse de la funció d'ona. Si es té en compte l'entorn, aquest efecte podria desaparèixer i, per tant, no estar present en l'escenari descrit per Penrose.